# Honda Shadow

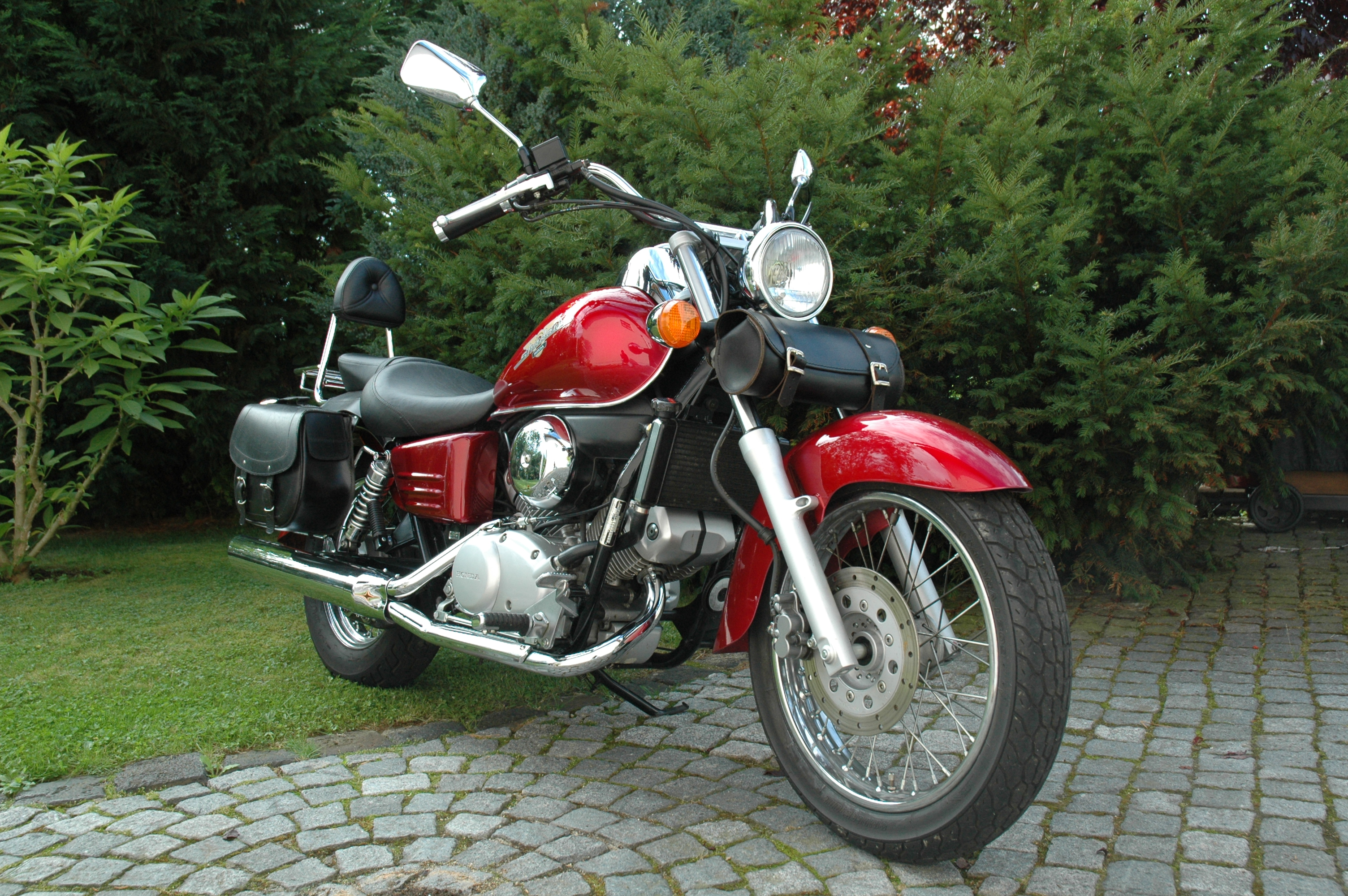
Een rode Honda VT125C Shadow

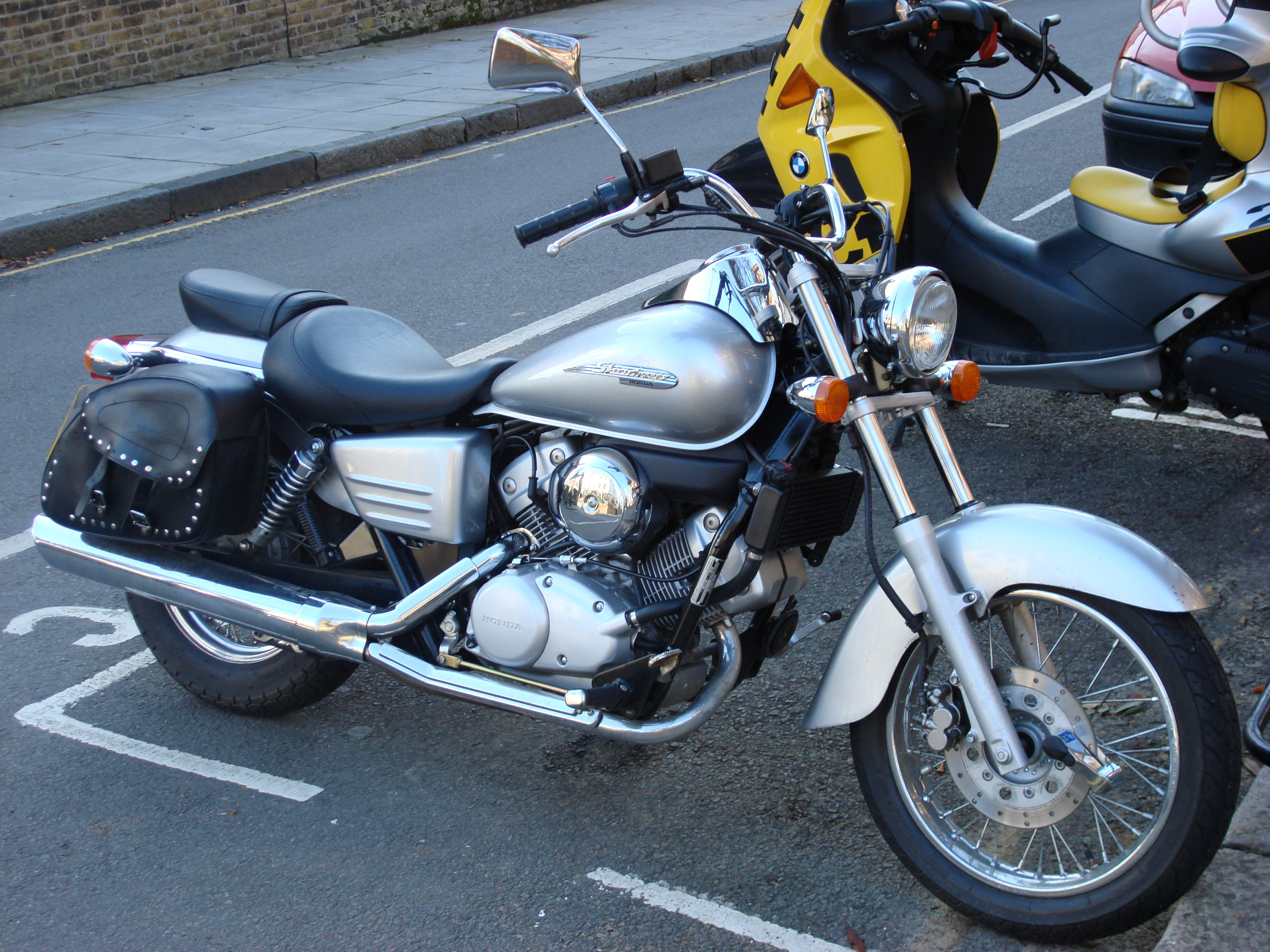
Een zilveren Honda Shadow

De Honda Shadow is een klasse motorfietsen die sinds 1983 geproduceerd wordt door de fabriek Honda in Japan.

## Type
Honda Shadow-motoren vallen in de categorie cruisers. Op een cruiser zit de motorrijder rechtop met zijn voeten recht naar voren. Hierdoor is deze motor comfortabeler om langere afstanden op af te leggen dan een sportmotor. Wel wordt de motorrijder door het ontbreken van een kuip meer blootgesteld aan de rijwind. Sommige modellen ondervangen dit doordat er een windscherm geplaatst kan worden.

## Kenmerken
De Honda Shadow wordt geproduceerd in verschillende modellen die elk in diverse motorblokgroottes geleverd kunnen worden. De inhoud van het motorblok varieert van 125 cc tot 1100 cc. De modellen zijn:
- American Classic Edition
- Spirit
- Aero
- Sabre
- VLX